# Chant XVI du Paradis
Le Chant XVI du Paradis est le seizième chant du Paradis de la Divine Comédie du poète florentin Dante Alighieri. Il se déroule dans le ciel de Mars où résident esprits combattants et mourant pour la foi ; nous sommes au soir du 13 avril 1300 ou du 30 mars 1300.
Ce Chant, ainsi que celui qui le précède le Chant XV, et celui qui le suit le Chant XVII, fait partie d'un triptyque dans lequel Dante rencontre son trisaïeul Cacciaguida et s'entretient longuement avec lui de la décadence de Florence et de sa mission future.

## Thèmes et contenus

### Questions de Dante à Cacciaguida: versets 1-27
Dante-poète reconnaît qu'il a ressenti de la fierté en apprenant qu'il descendait d'une lignée noble, même s'il est conscient de la fugacité des biens terrestres, y compris de la gloire du lignage. Il souligne ensuite qu'il est passé du « tu » avec lequel il s'était initialement adressé à Cacciaguida (Chant XV, versets 85-87) à un « vous »   plus respectueux. Il raconte ensuite avoir exprimé sa grande joie à son ancêtre et lui avoir posé quatre questions : qui étaient ses ancêtres ; en quelle année est-il né ; combien de Florentins y avait-il à cette époque ; quelles étaient les familles les plus notables de l'époque.

### Réponses de Cacciaguida aux trois Premières Questions: versets 28-48
Cacciaguida rayonne de joie et répond brièvement aux trois premières questions posées par Dante. Avec une périphrase astronomique, il indique son année de naissance : 1091 ; ses ancêtres résidaient dans le plus ancien cercle de murs, ce qui est un signe de l'origine très ancienne de la lignée (mais il ne le mentionne que pour ne pas tomber dans la vanité) ; les habitants de Florence étaient alors un cinquième de ce qu'ils sont à l'époque de Dante.

### Décadence des Anciennes Familles florentines: versets 49-154
À cette époque, poursuit Cacciaguida, la citoyenneté était encore « pure » (verset 51) jusqu'au plus humble artisan, alors qu'aujourd'hui elle est mélangée avec des gens de la campagne (de Campi, de Certaldo et de Fegghine). Il exprime avec des mots durs son mépris pour les « paysans » qui ne pensent qu'à s'enrichir.
Si la Curie romaine n'avait pas été hostile à l'Empire, les nouveaux Florentins se seraient cantonnés aux humbles métiers des pays dont ils étaient originaires, au lieu de se consacrer à la finance et au commerce. La « confusion du peuple » est désignée par le terme principio del mal de la cittade. La destruction de Luni et d' Urbisaglia et la décadence de Chiusi et de Senigallia sont indiquées comme preuve de la fin inévitable de toutes les réalités humaines : comme les villes, également les lignées et les familles.
Ici commence une longue liste de noms de familles illustres connues de Cacciaguida (versets 88-111), qui affichaient leur pouvoir mais étaient déjà sur la voie du déclin. L'évocation se poursuit avec des périphrases et des métaphores faisant allusion à d'autres familles encore, emblèmes d'une ville qui n'existe plus, et culmine avec une référence aux deux familles (Amidei et Buondelmonti) dont le conflit est à l'origine de la scission et de la lutte entre  Guelfes et Gibelins. Mais Cacciaguida a connu Florence avant ces événements sanglants, lorsque le drapeau de la ville était encore intact, en signe d'honneur et de justice.

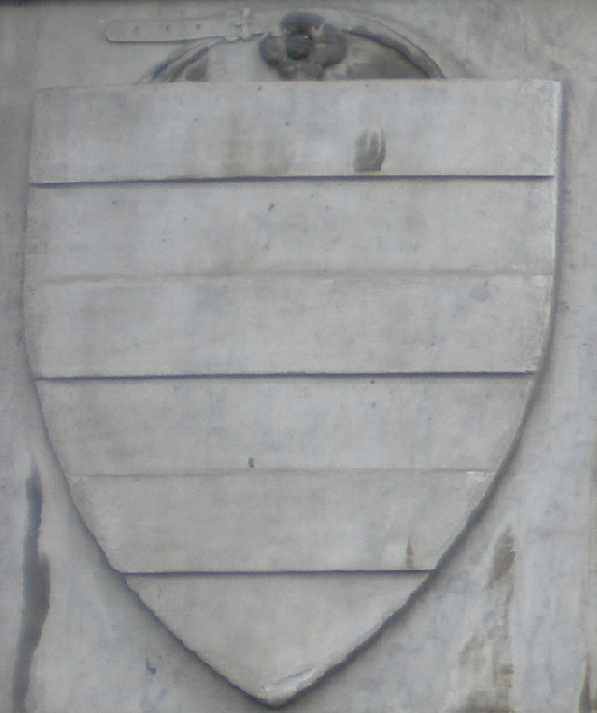
Les armoiries des Amidei dans la Basilique Santa Maria Novella.
Le lys, symbole de Florence.